# Thomas Jakobsson
Thomas Jakobsson, död 1569, var en svensk hovfunktionär. Han var personlig sekreterare åt drottning Karin Månsdotter. Han avrättades som en av huvudaktörerna i en konspiration med syfte att frita och återinsätta den avsatte Erik XIV.
Thomas Jakobsson förmodas ha varit en släkting till Karin Månsdotter. Då Karin Månsdotter blev drottning år 1568 tilldelades hon en formell hovstat, bestående av en hedersvakt av sex drabanter, hovmästarinnan Elin Andersdotter och Thomas Jakobsson, som blev hennes personliga sekreterare; de flesta övriga är mer okända och ofta bara kända till namnet eller en titel som dräng eller piga.  Karin Månsdotter hade en betydligt mindre hovstat än kungens systrar, som hade en hovstat på 67 personer. Thomas Jakobsson benämns som en av Karins två högsta hovfunktionärer jämsides med Elin Andersdotter. Samma år avsattes Erik XIV och fängslades med Karin Månsdotter. 
Sommaren 1569 avslöjades den allvarligaste konspirationen med syfte att frita och återuppsätta den fängslade Erik XIV (Konspirationen 1569). Konspirationens plan var att skeppshövitsmannen Per Larsson skulle attackera Stockholm och att Erik XIV skulle kunna fly från det överrumplade slottet under uppståndelsen. Medlemmarna i konspirationen bestod till stor del av personer ur Eriks hovpersonal; Karin Månsdotters sekreterare Thomas Jakobsson och hovmästarinna Elin Andersdotter, skeppshövitsmännen Per Larsson och Frans Klementsson, Eriks förre kaplan Jon, Per Pålsson och Andersdotters man Hans Andersson. De hade hållit möten i Jakobssons hem och Jakobsson hade sedan skött brevväxlingen med Erik XIV, som varit medveten om planen. Det är inte känt om Karin Månsdotter kände till det hela. 
Elin Andersdotter var tillsammans med Thomas Jakobsson de två ledarna för konspirationen. Andersdotter hade bland annat skött finansieringen av hela företaget. Hon utsattes för förhör där man utlovade benådning om hon avslöjade var Erik XIV hade gömt undan sin skatt, något som Johan III var övertygad om att denne hade gjort, men hon avslöjade inget. Elin Andersdotter dömdes till döden som skyldig till konspiration och avrättades jämsides med Thomas Jakobsson som komplottens huvudaktörer.         